# یوشیرو ناکامورا
یوشیرو ناکامورا (انگلیسی: Yoshiro Nakamura؛ زادهٔ ۱۷ اکتبر ۱۹۷۹) بازیکن فوتبال اهل ژاپن است.
از باشگاه‌هایی که در آن بازی کرده‌است می‌توان به باشگاه فوتبال سانفریس هیروشیما، باشگاه فوتبال ساگان توسو، و باشگاه فوتبال کاشیما آنتلرز اشاره کرد.